# Matriz (Borba)
Matriz is een plaats (freguesia) in de Portugese gemeente Borba en telt 3 701 inwoners (2001).